# Dinara Kudajewa
Dinara Zakijewna Kudajewa (Salichowa) (ros. Динара Закиевна Кудаева (Салихова); ur. 21 kwietnia 1998) – rosyjska zapaśniczka startująca w stylu wolnym. Zajęła dziesiąte miejsce na mistrzostwach świata w 2021.
Brązowa medalistka mistrzostw Europy w 2025.
Mistrzyni świata U-23 w 2021.
Wicemistrzyni Rosji w 2019; trzecia w 2020, 2022 i 2023 roku.